# ドメニコ・プンツォ
ドメニコ・プンツォ（Domenico Punzo）は、イタリア・ナポリの死刑執行人。副業は鞣革職人だった。
1268年10月29日にシチリア王コッラディーノとバーデン辺境伯フリードリヒ1世以下7人に斧による斬首刑を執行した。コッラディーノが処刑された場所には後にサンタ・クローチェ・アル・メルカート教会が建てられ、現在でもこの時に使用した断頭台が保存されている（2008年現在は一般非公開）。
断頭台に貼られている皮は彼自身の手によるものだと言われている。